# I forzati della gloria
I forzati della gloria (The Story of G.I. Joe) è un film di guerra del 1945 diretto da William A. Wellman e interpretato da Burgess Meredith e Robert Mitchum.
La storia raccontata dal film è un omaggio al soldato comune statunitense (a cui ci si riferisce con il nome generico di "G.I. Joe") durante la seconda guerra mondiale, raccontata attraverso gli occhi del corrispondente di guerra Ernie Pyle (vincitore del Premio Pulitzer), con dialoghi e narrazione ispirati dagli editoriali di Pyle. Il film si concentra sulle vicende della Compagnia C del 18º reggimento fanteria, che Pyle accompagnò in combattimento in Tunisia e in Italia (in realtà Pyle accompagnò in Italia la 34ª e 36ª Divisione di fanteria). Le amicizie nate durante la corrispondenza di guerra portarono Pyle a raccontare la miseria e i sacrifici relativi alla condizione ed eroica resistenza dei soldati.
Girato con la collaborazione di Pyle, il film debuttò due mesi dopo l'uccisione sul campo del giornalista a Iejima, durante la battaglia di Okinawa, in Giappone: il 14 febbraio 1945, in uno dei suoi ultimi articoli pubblicati, intitolato "In the Movies", Pyle disse: "Lo chiamano ancora The Story of G.I. Joe. Il titolo non mi è mai piaciuto, ma nessuno riusciva a pensarne uno migliore, ed ero troppo pigro per provarci".
La pellicola ottenne la candidatura a quattro premi Oscar, inclusa l'unica di Mitchum come miglior attore non protagonista: questo film lo affermò all'epoca come una delle più grandi stelle del cinema.

## Trama
I soldati della Compagnia C del 18º Fanteria dell'esercito degli Stati Uniti, freschi di addestramento e non ancora testati sul campo di battaglia, si imbarcano su camion per recarsi per la prima volta al fronte della seconda guerra mondiale. Il tenente Bill Walker (Robert Mitchum) concede un passaggio al corrispondente di guerra Ernie Pyle (Burgess Meredith),  Pyle, pur essendo un novellino, sorprende Walker e il resto degli uomini, decidendo di andare con loro fino in prima linea. Arrivare in prima linea, attraverso la pioggia e il fango, è un compito arduo, ma il piccolo quarantaduenne Ernie Pyle riesce a tenere il passo.
Ernie conosce gli uomini di cui scriverà più volte l'anno prossimo:
- il soldato Robert Murphy "Wingless" (letteralmente "Senza ali"), uomo di buon carattere che è stato respinto dall'Air Corps perché troppo alto;
- il soldato Dondaro, italo-americano di Brooklyn la cui mente è sempre rivolta alle donne e fa di tutto per stare con una donna;
- il sergente Warnicki, a cui manca il giovane figlio ("Junior") che non ha mai visto;
- il soldato Mew, di Brownsville (Texas), che non aveva una famiglia a casa, ma ne trova una indossando la divisa militare.

Il loro battesimo del fuoco avviene nella battaglia del passo di Kasserine, una sanguinosa e caotica sconfitta avvenuta durante la campagna di Tunisia. Ernie Pyle ritorna al quartier generale di battaglione quando il tenente Walker viene nominato vicecomandante della sua compagnia; Walker è diventato un soldato sempre stanco, apparentemente privo di emozioni e sudicio. Ernie e la compagnia vanno per strade diverse, ma mesi dopo li cerca, confessando che, essendo loro come il primo vestito che abbia mai indossato, sono nella sua mente il miglior vestito dell'esercito. Li ritrova lungo una strada in Italia, in procinto di attaccare una città occupata dai tedeschi. I soldati sono euforici o delusi purante la distribuzione della corrispondenza: ci sono lettere per Murphy e Dondaro, un pacco per Warnicki con un disco fonografico con incisa la voce del figlio, ma ancora nulla per il Capitano Walker. Pyle trova che la compagnia C è diventata molto abile nell'uccidere senza scrupoli il nemico. Con combattimenti casa per casa, riescono a conquistare la città. La fatica, tuttavia, è un nemico sempre presente che non può mai essere vinto. Quando vengono presi accordi per permettere a "Wingless" Murphy di sposare "Red", la sua fidanzata una infermiera dell'esercito, nella città che hanno appena catturato, Ernie viene incaricato di portare al sicuro la sposa dopo la cerimonia, ma a malapena riesce a stare sveglio.
La compagnia C avanza verso una posizione di fronte a Monte Cassino, ma, impossibilitati ad avanzare, vengono presto costretti a vivere nelle buche scavate nel terreno, sopportando pioggia e fango persistenti, conducendo pattugliamenti senza fine e sottoposti a duri sbarramenti di artiglieria. Quando vede i suoi uomini costretti a mangiare razioni fredde per la cena di Natale, Walker riesce ad ottenere un po' di tacchino e salsa di mirtilli rossi da un tenente delle retrovie, esponendosi al tiro nemico: le perdite sono pesanti, poiché le giovani reclute inviate come rincalzo vengono rapidamente uccise prima che possano imparare i trucchi della sopravvivenza in combattimento (Walker confessa ad Ernie che ciò lo fa sentire un assassino), Walker è sempre a corto di tenenti, ed i veterani si riducono a causa delle perdite tra le quali figura Wingless Murphy.
Dopo aver effettuato una pattuglia notturna per catturare un prigioniero, Warnicki che soffre di un esaurimento nervoso sentendo la voce del figlio sul disco ricevuto, sfoga le proprie frustrazioni per la guerra. A malincuore, Walker ordina agli altri di bloccare il sergente che sembra impazzito spedendolo in infermeria. Ernie torna negli alloggi dei corrispondenti per scrivere un pezzo sulla morte di Murphy e viene informato dai suoi colleghi giornalisti che ha appena vinto il Premio Pulitzer per i suoi reportage di guerra.
Ernie raggiunge di nuovo la compagnia lungo la strada per Roma, dopo la conclusione della battaglia di Cassino, che è stata finalmente presa. Il reporter saluta Mew e alcuni dei vecchi amici, ma la piacevole riunione si interrompe quando li raggiunge una colonna di muli su ognuno dei quali è caricato il cadavere di un soldato. I caduti vengono delicatamente appoggiati a terra. L’ultimo mulo, guidato da Dondaro, porta il corpo del Capitano Walker. I vecchi commilitoni con la voce spezzata a stento riescono ad esprimere il proprio dolore alla vista del cadavere di Walker. Uno di loro si accovaccia prendendo in mano la mano di Walker rimanendo a lungo così.  Raddrizza dolcemente le punte del colletto della camicia del capitano, riordinando i bordi stracciati della sua uniforme intorno alla ferita e dopo essersi alzato, si allontana lungo la strada, tutto solo.
Ernie si unisce alla compagnia mentre percorre la strada, narrando la sua conclusione: "Per quelli sotto le croci di legno, non c'è niente che possiamo fare, tranne forse fare una pausa e mormorare: 'Grazie amico, grazie'."

## Produzione
Nel settembre 1943 il produttore indipendente Lester Cowan si rivolse al Dipartimento della Guerra per collaborare alla realizzazione di un film sulla fanteria che fosse dello stesso alto tenore di Arcipelago in fiamme. Nel mese di ottobre si accordò con la United Artists per il sostegno finanziario e la distribuzione del film proposto, sviluppando poi una bozza della sceneggiatura basandosi sugli articoli di Pyle pubblicate sulla rivista Here is Your War, che l'esercito approvò il 27 novembre.
I tentativi di scrivere una buona sceneggiatura, che traducesse sullo schermo lo stile e i sentimenti degli articoli scritti da Pyle, ritardarono di un anno l'avvio delle riprese. Cowan stese la bozza finale, relativa alla "storia d'amore" di Pyle con il "soldato comune", nel giugno 1944, ma lo sviluppo della trama si rivelò più difficile. Infatti, dopo l'invasione della Normandia, credendo che la fine della guerra fosse in vista, la sceneggiatura venne adattata alla copertura di Pyle durante l'ultima avanzata della fanteria verso la vittoria finale.
Tuttavia, la stesura finale della sceneggiatura si sviluppò prendendo spunto anche da altri corrispondenti di guerra e collaboratori di Pyle, soprattutto Don Whitehead, Lee Miller e Paige Cavanaugh, che suggerirono agli sceneggiatori la scelta dei dettagli degli articoli di Pyle da inserire nel film,, oltre che per i desideri del regista William Wellman, che lavorò direttamente con Pyle.
La prima scelta di Cowan per il regista fu John Huston, anche se aveva completato solo due film prima di entrare in servizio. Cowan fu impressionato da due lungometraggi relativi a documentari di combattimento che Huston aveva realizzato per sostenere lo sforzo bellico, Report from the Aleutians e The Battle of San Pietro, ma non riuscì ad ottenere i servizi di Huston dall'esercito.
Nell'agosto 1944, incapace di completare la scrittura della sceneggiatura, Cowan si rivolse a William A. Wellman, il quale rifiutò poiché "odiava la fanteria" a causa delle sue esperienze come pilota da caccia nella prima guerra mondiale e perché il comandante di fanteria incaricato dal Dipartimento della Guerra di assistere alla realizzazione dell'acclamato film Ali girato da Wellman nel 1927 aveva disprezzato così tanto l'Aviazione militare statunitense che aveva tentato di rinnegare la cooperazione e ostacolare le riprese. Cowan insistette per convincere Wellman ad accettare l'incarico, portando una lettera personale scritta da Pyle a Wellman e regali per i suoi figli, ma Wellman arrivò a minacciare Cowan se fosse tornato di nuovo. Cowan tuttavia perseverò nuovamente e gli fece telefonare da Ernie Pyle in persona, che fu invitato a casa di Wellman: dopo due giorni di discussioni, riuscì a convincere Wellman.

## Riconoscimenti
Nel 1945 il National Board of Review of Motion Pictures l'ha inserito nella lista dei migliori dieci film dell'anno.
Nel 2009, il film è stata dichiarato quale opera significativa "culturalmente, storicamente o esteticamente" dal National Library Registry della Biblioteca del Congresso degli Stati Uniti.

### Candidature agli Oscar
- Miglior attore non protagonista: Robert Mitchum
- Migliore canzone: Ann Ronell per "Linda"
- Migliore colonna sonora: Louis Applebaum e Ann Ronell
- Migliore sceneggiatura: Leopold Atlas, Guy Endore e Philip Stevenson